# Savignia fronticornis
Savignia fronticornis är en spindelart som först beskrevs av Simon 1884.  Savignia fronticornis ingår i släktet Savignia och familjen täckvävarspindlar. Inga underarter finns listade i Catalogue of Life.